# ماركو آدموفيتش
ماركو آدموفيتش هو لاعب كرة قدم صربي في مركز الوسط، ولد في 11 مارس 1991 في Ub, Serbia ‏ في صربيا. شارك مع منتخب صربيا تحت 19 سنة لكرة القدم. أما مع النوادي، فقد لعب مع راد بيوغراد وسبارتاك سوبتيتسا.

## وصلات خارجية
- ماركو آدموفيتش على موقع قاعدة بيانات كرة القدم.إي يو (الإنجليزية)
- ماركو آدموفيتش على موقع Soccerway.com (الإنجليزية)
- ماركو آدموفيتش على موقع عالم كرة القدم.نت (الإنجليزية)